# Abdou Diouf
Abdou Diouf (* 7. září 1935, Louga, Senegal) byl druhým prezidentem Senegalu.

## Život
Abdou Diouf spatřil světlo světa v malém severosenegalském městě. Otec pocházel z kmene Serer a matka z kmene Tukulor. Základní a středoškolské vzdělání získal v nedalekém přístavním městě Saint Louis. Po maturitě se rozhodl studovat práva, nejprve v Dakaru a později v Paříži. 
Po návratu do vlasti zastával vysoké posty ve státní správě. Po otci pocházel se stejného kmene jako prezident Senghor, který jej v roce 1963 jmenoval osobním tajemníkem a o rok později generálním tajemníkem prezidentské kanceláře. Roku 1968 se Diouf stal ministrem plánování a průmyslu. Poté, co byla roku 1970 v Senegalu obnovena funkce premiéra, získal ji Diouf.
Po Senghorově dobrovolném odchodu z prezidentské funkce se v lednu 1981 stal druhým senegalským prezidentem a zároveň generálním tajemníkem Parti socialiste (PS, Socialistické strany) vzniklé ze Senghorova Union progressiste sénégalaise (UPS – Senegalský pokrokový svaz).
Nejdůležitějším krokem začátku Dioufovy prezidentské kariéry byla liberalizace politického života v Senegalu. V letech 1982–1989, kdy fungovala Senegambijská konfederace, zastával rovněž funkci prezidenta její Spojené rady ministrů.
Diouf se jako prezident snažil posílit význam Senegalu ve světě. Senegalské jednotky byly častou součástí nejrůznějších misí pod hlavičkou OSN i ECOWAS. Během svého prezidentství rovněž po dvě roční funkční období zastával pozici předsedy Organizace africké jednoty.
Nejvýraznějším domácím politickým problémem Dioufova prezidentství byly separatistické tendence v jižní části Senegalu – Casamance. Tento problém se Dioufovi nepodařilo zcela vyřešit.
Diouf byl v letech 1983, 1988, 1993 opakovaně zvolen prezidentem, avšak postup vládnoucího režimu vůči opozici v čele s Abdoulaye Wadem nebyl vždy zcela spravedlivý.
V prezidentských volbách roku 2000 se opět opakoval souboj Diouf – Wade. Tentokrát již Diouf své vítězství nezopakoval a čestně přiznal svoji porážku.
Po odchodu z funkce se s manželkou přestěhoval do Francie. V říjnu 2002 byl zvolen generálním tajemníkem Mezinárodní organizace frankofonie.

## Vyznamenání

### Senegalská vyznamenání
- velmistr a velkokříž Národního řádu lva
- velmistr a velkokříž Řádu za zásluhy

### Zahraniční vyznamenání
- velkohvězda Čestného odznaku Za zásluhy o Rakouskou republiku – Rakousko, 1973[1]
- velkokříž Řádu svatého Jakuba od meče – Portugalsko, 28. února 1975[2]
- velkokříž Řádu dobré naděje – Jihoafrická republika, 1996[3]
- čestný rytíř velkokříže Řádu lázně – Spojené království, 1999[4]
- velkodůstojník Národního řádu Québecu – Québec, 2011[5]
- velkodůstojník Řádu Plejády Asociace frankofonních parlamentů – Mezinárodní organizace frankofonie, 2011[6]
- velkokříž Národního řádu levharta – Konžská demokratická republika, 2014[7]
- velkokříž Řádu čestné legie – Francie
- velkokříž Řádu velkého dobyvatele – Libye
- čestný rytíř velkokříže Řádu britského impéria – Spojené království[8]